# Opéras hambourgeois perdus de Haendel

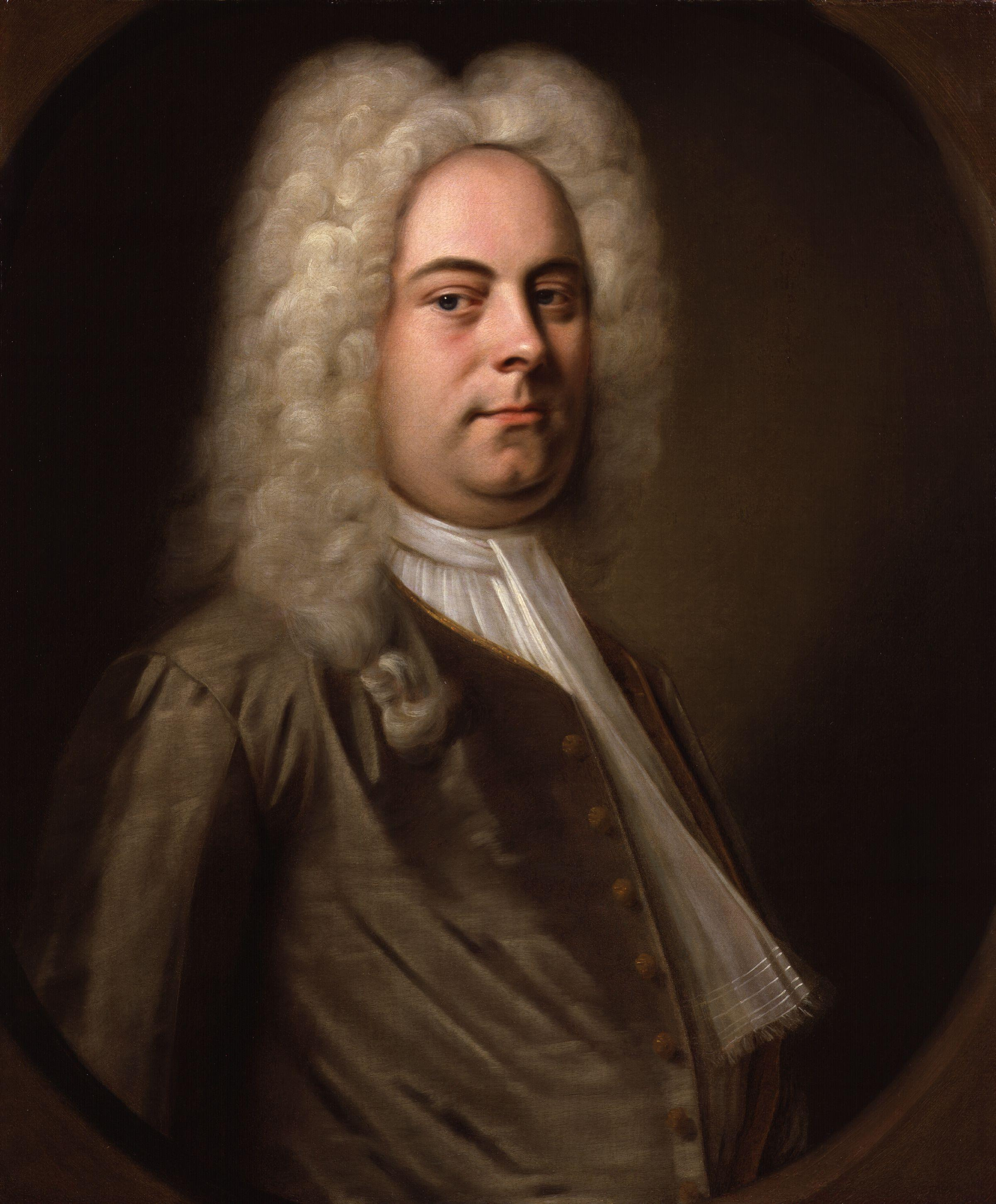
Georg Friedrich Haendel par Balthasar Denner (1727).

Les opéras hambourgeois perdus de Haendel désignent quatre opéras composés par Georg Friedrich Haendel, alors jeune compositeur, lorsqu'il habite à Hambourg, en Allemagne, de 1703 à 1706. De ces quatre opéras, seul le premier Almira a survécu plus ou moins intact ; des trois autres, la musique de Nero est perdue, tandis que de courts extraits pour orchestre de Florindo et de Daphne sont connus.
Haendel est né et a grandi dans la ville de Halle, dans l'actuel Land de Saxe-Anhalt, où il reçoit une éducation musicale précoce et devient un organiste accompli. À Hambourg, il obtient un emploi comme violoniste à l'Oper am Gänsemarkt, célèbre opéra de la ville. Il y apprend les rudiments de la composition de l'opéra, principalement sous l'influence de Reinhard Keiser, le directeur musical du théâtre, et de Johann Mattheson, son premier chanteur. Le Gänsemarkt est largement consacré aux compositions de Keiser et son absence temporaire en 1704 donne à Haendel sa chance. Il écrit rapidement Almira et Nero. Ce premier est un succès tandis que le second moins et il ne parvient pas à dépasser les trois représentations initialement prévues. Les deux derniers opéras de Haendel à Hambourg sont Florindo et Daphne, conçus à l'origine comme une même grande entité. Ils ne sont pas joués au Gänsemarkt avant que Haendel ne quitte Hambourg pour l'Italie en 1706.
Aucune musique identifiée ne peut être attribuée à Nero, bien que les spécialistes de Haendel spéculent que certaines d'entre elles ont pu être utilisées dans des œuvres ultérieures, notamment Agrippina qui a une histoire proche et certains des mêmes personnages. Des fragments de musique de Florindo et de Daphne ont été préservées, bien que sans les parties vocales. Certains de ces éléments sont intégrés dans une suite orchestrale dont le premier enregistrement remonte à 2012.